# Steve Coy
Pour les articles homonymes, voir Coy.
Stephen Coy, dit Steve Coy (15 mars 1962 à Liverpool - 4 mai 2018), est un musicien britannique ; il est le batteur du groupe androgyne Dead or Alive.

## Biographie
Steve Coy a réalisé plusieurs des clips du groupe.